# Interstate 80 Business
Las rutas de la Interestatal 80 que funcionan como "business" o interestatales que funcionan como anillos periféricos en los centros de ciudades.

## California

### Truckee, California business loop
Interstate 80 Business es un anillo periférico en el estado de California. Sirve como anillo periférico de Truckee cerca de la Interestatal 80, y pasa por el Donner Pass Road.

## Wyoming
- Evanston
- Fort Bridger
- Green River
- Rock Springs
- Rawlins
- Laramie
- Cheyenne